# Extinção (astronomia)
Extinção é um termo usado em astronomia para descrever a absorção e espalhamento da radiação eletromagnética emitida por objeto astronômicos pela matéria (poeira e gas) entre o objeto que emite a radiação e o observador. O conceito da extinção interestelar é atribuído a Robert Julius Trumpler, apesar de seus efeitos terem sido primeiro identificados em 1847 por Friedrich Georg Wilhelm von Struve. Para observadores na terra, a extinção decorre tanto do meio interestelar (ISM) e a atmosfera terrestre; e também pode decorrer da poeira circumstelar em torno do objeto observado. A forte extinção atmosférica em alguns comprimentos de onda (por exemplo raio-X, ultravioleta e infravermelho) exige o uso de observatórios no espaço. Como a luz azul é muito mais atenuada que a vermelha nas regiões de comprimento de onda visíveis, resulta que um objeto é visto mais vermelho que o esperado, a extinção interestelar é geralmente referida como avermelhamento.